# برسبيدنيك (كورنوال)
برسبيدنيك (بالإنجليزية: Prospidnick)‏ هي قرية تقع في المملكة المتحدة في كورنوال.